# Sant'Atanasio
Sant'Atanasio, även benämnd Sant'Atanasio dei Greci, är en kyrkobyggnad och titelkyrka i Rom, helgad åt den helige Athanasios. Kyrkan är belägen vid Via del Babuino i Rione Campo Marzio och tillhör församlingen San Giacomo in Augusta.
Sant'Atanasio är Greklands nationskyrka i Rom. 

## Beskrivning
Kyrkan uppfördes efter ritningar av arkitekten Giacomo della Porta och konsekrerades år 1583. Fasaden präglas av sina två kampaniler. Bland interiörens konstverk märks Bebådelsen av Francesco Trabaldesi samt Bebådelsen och Korsfästelsen av Cavalier d'Arpino.

## Titelkyrka
Sant'Atanasio stiftades som titelkyrka av påve Johannes XXIII år 1962.
Kardinalpräster
- Gabriel Acacius Coussa: 19 mars 1962 – 29 juli 1962
- Josyp Slipyj: 22 februari 1965 – 7 september 1984
- Vakant: 1984–2012
- Lucian Mureșan: 18 februari 2012 –